# Sibbaldia perpusilloides
Sibbaldia perpusilloides là loài thực vật có hoa trong họ Hoa hồng. Loài này được (W.W. Sm.) Hand.-Mazz. miêu tả khoa học đầu tiên năm 1933.